# Parafia Chrystusa Króla w Bogdaju
Parafia Chrystusa Króla w Bogdaju – parafia rzymskokatolicka znajdująca się w diecezji kaliskiej, w dekanacie Odolanów.